# Damien Boudjemaa
Damien Boudjemaa (Parigi, 7 giugno 1985) è un calciatore francese, centrocampista del Montreuil.

## Palmarès

### Club

#### Competizioni nazionali
- Campionato rumeno: 1

Astra Giurgiu: 2015-2016
- Supercoppa di Romania: 1

Astra Giurgiu: 2016